# The Feminine Complex
Le The Feminine Complex è stata una band statunitense tutta al femminile di Garage rock degli anni sessanta. La band era composta da tutte studentesse della "Maplewood High School" di Nashville nel Tennessee. Pubblicarono un solo album, Livin' Love, nel 1969, ristampato in seguito due volte.

## Carriera
Il gruppo era composto da Melanie Lou 'Mindy' Dalton (chitarra), Judith 'Judi' Griffith (voce, tambourine), Lana Napier (batteria), Pamela 'Pame' Stephens (tastiere) e Jean Williams (basso).
Nell'autunno del 1966 la Napier e la Williams decisero di formare la band, reclutando anche la Dalton e la Griffith; tutte e quattro frequentavano la Maplewood High School di Nashville della quale erano anche componenti della squadra di basket della scuola, denominata "The Pivots", che divenne anche il primo nome della band. Nell'estate del 1967 si aggiunse anche la Stephens come tastierista ed il nome cambiò in quello definitivo.
Si esibirono in piccoli locali e sempre nell'area di Nashville nel biennio 1967-'68. Nel 1968 firmarono un contratto con Dee Kilpatrick della Athena Records, per la quale realizzarono l'album Livin' Love, edito nel 1969 (produzione di Rick Powell). Poco tempo dopo la band si sciolse; la Dalton continuò per un breve periodo ad esibirsi ed effettuare nuove incisioni, prima di ritirarsi definitivamente.

## Livin' Love
Due singoli tratti da questo LP, "I've Been Workin' on You" and "Hide & Seek", divennero dei piccoli successi nelle Top 40 di Nashville; un terzo, "I Won't Run", ebbe più successo nella zona di Birmingham.
L'album, con l'aggiunta di versioni alternative e demo, venne ristampato prima nel 1996 dalla Teenbeat Records, poi nel 2004 dalla Rev-Ola Records.

## Discografia

### Singoli
- "I've Been Working on You" / "Six O'clock in the Morning" (Athena #5003) Luglio 1968
- "I Won't Run" / "Forgetting" (Athena #5006) Ottobre 1968
- "Are You Lonesome Like Me" / "Run That Through Your Mind" (Athena 5008) Dicembre 1968
- "Part The Curtains Of My Hair" / "Anyway That You Want Me" (Athena #5011) Gennaio 1969 [accreditato a "Mindy and the Complex"]
- "Hide & Seek" / "Six O'clock in the Morning (Demo)" (Wurlitzer Jukebox WJ14) 1996

### Albums
- Livin' Love (Athena #5001) 1969

[Hide And Seek; Now I Need You; Are You Lonesome Like Me; I Won't Run; Six O'Clock In The Morning (You're Gone); Run That Through Your Mind; It's Magic; I Don't Want Another Man; Forgetting; I've Been Working On You; Time Slips By (When You Are On My Mind)]
[Ristampato nel 1996 dalla Teenbeat Records (#196) e nel 2004 dalla Rev-Ola Records (CR REV 66) con l'aggiunta dei seguenti brani: Hold My Hand; Love Love Love; I've Been Working On You (demo); Hold Me; Now I Care; A Summer Morning; The Warmth Of Your Smile; Are You Lonesome Like Me (demo); Time Slips By (demo); Is This A Dream; Movin']

### Compilations
- To Be in Love (Teenbeat #236) 1997

[(I'm Not Your) Stepping Stone; You Can't Do That; Leslie; Without You; Jaguar Jimmy; Now I Care; To Be In Love; Here Comes The Judge; I've Been Working On You; Never My Love; Hold On I'm Comin'; You Keep Me Hangin' On; Come On Up; Forgetting; Spooky; Theme; Summertime; I Ain't Gonna Eat Out My Heart Anymore; Ferry Cross The Mersey; Look In My Eyes; Untitled]

### Colonne Sonore
Con la ripubblicazione dell'unico album, alcuni loro brani sono stati inclusi nelle colonne sonore dei seguenti film: 
- "I've Been Working On You" su "Al Di Là Del Desiderio" ("Bliss", 1997);
- "Hide and Seek" su "Still Breathing" (inedito in Italia, 1997);
- "Forgetting" su "Ragazze Interrotte" ("Girl, Interrupted", 1999).